# Cry to Heaven
Cry to Heaven è un singolo del cantautore britannico Elton John, pubblicato nel 1986. Il testo è di Bernie Taupin.

## Il brano
Proveniente dall'album del 1985 Ice on Fire, si caratterizza come un brano pop rock, dai toni decisamente cupi; Elton è presente al pianoforte. Charlie Morgan è alla batteria e Paul Westwood al basso, mentre Davey Johnstone è messo in evidenza alle chitarre. Fred Mandel si occupa delle tastiere. Il testo di Bernie significa letteralmente Piangere Al Paradiso; parla della guerra e di ciò che essa comporta ai bambini.
Cry to Heaven fu pubblicata come singolo nel febbraio del 1986, ma non negli Stati Uniti, dove venne invece lanciata con qualche mese di ritardo rispetto al resto del mondo Nikita. In ogni caso, ebbe scarso successo, raggiungendo una numero 47 UK e una numero 86 in Australia.